# (33703) Anthonyhill
(33703) Anthonyhill est un astéroïde de la ceinture principale.

## Description
(33703) Anthonyhill est un astéroïde de la ceinture principale. Il fut découvert le 18 mai 1999 à Socorro (Nouveau-Mexique) par le projet LINEAR. Il présente une orbite caractérisée par un demi-grand axe de 2,61 UA, une excentricité de 0,09 et une inclinaison de 5,2° par rapport à l'écliptique.